# Elfstedentocht

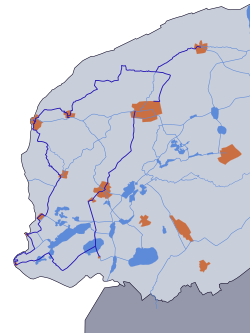
Trasa Elfstedentocht

Elfstedentocht, czyli Wyścig Jedenastu Miast – holenderskie zawody w łyżwiarstwie szybkim dla zawodowców i amatorów łyżwiarstwa odbywające się nieregularnie we Fryzji, w Holandii.
Trasa, długa na prawie 200 km, przebiega zamarzniętymi kanałami, rzekami i jeziorami pomiędzy jedenastoma fryzyjskimi miastami: Leeuwarden, Sneek, IJlst, Sloten, Stavoren, Hindeloopen, Workum, Bolsward, Harlingen, Franeker, Dokkum i znów wraca do Leeuwarden. Ponieważ zimy w Holandii są raczej łagodne, a zawody odbywają się na naturalnie zamarzniętych zbiornikach, wyścig nie może się odbyć każdego roku. Ze względu na bezpieczeństwo prawie 15 tysięcy amatorów startujących w zawodach postawione są wysokie wymagania: lód musi mieć co najmniej 15 centymetrów grubości na całej długości trasy.
Mimo tego istnieją zwykle miejsca w których lód nie spełnia warunków, albo występują inne problemy na trasie wyścigu (np. w 1997 roku jedna z organizacji występujących przeciwko zawodom wysypała na lód sól). Z tego powodu istnieją tak zwane punkty „klunowania” (fryz. klúnje), w których zawodnicy muszą przejść w łyżwach po ziemi, co samo w sobie jest ciekawym wyzwaniem.
Ponieważ Wyścig Jedenastu Miast jest dosyć rzadkim wydarzeniem jest darzony szczególnym zainteresowaniem w całym kraju. W noc poprzedzającą zawody (nazywaną Nacht van Leeuwarden – „Noc Leeuwarden”) na miejscu startu odbywa się wielki festyn. Większość Fryzów spędza następny dzień przed telewizorami oglądając zawody.

## Historia
Ślizganie się po kanałach było starą tradycją fryzyjską, ale dopiero w 1890 Pim Mulier wpadł na pomysł zorganizowania oficjalnych wyścigów. Pierwsze zorganizowane już oficjalnie zawody odbyły się w 1909. Powstało też wtedy stowarzyszenie Vereniging De Friesche Elf Steden, które od tego czasu zajmuje się organizacją zawodów. 
Od 1909 roku zawody odbyły się tylko 15 razy. Gdy warunki jednak sprzyjają, wyścig staje się największą imprezą Holandii. Przyciąga mnóstwo turystów i zawodników – zarówno profesjonalistów jak i amatorów. 

## Zwycięzcy
Obok nazwiska podany jest czas przebycia całej trasy (w godzinach i minutach)
- 1909 - Minne Hoekstra - 13:50
- 1912 - Coen de Koning - 11:40
- 1917 - Coen de Koning - 9:53
- 1929 - Karst Leemburg - 11:09
- 1933 - Abe de Vries i Sipke Castelein - 9:53
- 1940 - Piet Keizer, Auke Adema, Cor Jongert, Dirk van Duim i Sjouke Westra - 11:30
- 1941 - Auke Adema - 9:19
- 1942 - Sietze de Groot - 8:44
- 1947 - Jan van der Hoorn - 10:51
- 1954 - Jeen van den Berg - 7:35
- 1956 – bez zwycięzcy (*)
- 1963 - Reinier Paping - 10:59
- 1985 - Evert van Benthem - 6:47
- 1986 - Evert van Benthem - 6:55
- 1997 - Henk Angenent - 6:49

(*) Po grupowych zwycięzcach w 1933 i 1940, gdy prowadzący zawodnicy decydowali się nie walczyć o pierwsze miejsce, ale zbiorowo przekraczać linie mety trzymając się za ręce, organizatorzy zabronili takich praktyk. Jednakże Jan van der Hoorn, Aad de Koning, Jeen Nauta, Maus Wijnhout i Anton Verhoeven zignorowali ten przepis gdy razem dotarli do linii mety. Zostali zdyskwalifikowani, a zwycięzca nie został ogłoszony. 
Kobietom pozwolono wziąć udział w zawodach dopiero w 1985 roku (przedtem mogły wziąć udział jedynie w amatorskim biegu, bez nagród). W 1985 roku zgodzono się na uczestnictwo kobiet w wyścigu. Pierwszymi kobietami, które przekroczyły linię mety były: 
- 1985 - Lenie van der Hoorn
- 1986 - Tineke Dijkshoorn
- 1997 - Klasina Seinstra

## Jedenaście miast
Trasa wyścigu przebiega przez 11 fryzyjskich miast w kierunku zgodnym z ruchem zegara. Taka trasa obowiązywała na zawodach w 1985, 1986 oraz 1997. Odległości mogą się każdorazowo nieco różnić, w zależności od wytyczonej trasy. Przebieg trasy z 1997 roku:
- 0 km: Leeuwarden
- 22 km: Sneek
- 26 km: IJlst (gmina Wymbritseradiel)
- 40 km: Sloten (gmina. Gaasterland-Sloten)
- 66 km: Stavoren (gmina. Nijefurd)
- 77 km: Hindeloopen (gmina. Nijefurd)
- 86 km: Workum (gmina. Nijefurd)
- 99 km: Bolsward
- 116 km: Harlingen
- 129 km: Franeker (gmina. Franekeradeel)
- 174 km: Dokkum (gmina. Dongeradeel)
- 199 km: Leeuwarden